# Павлушенко Станіслав Миколайович

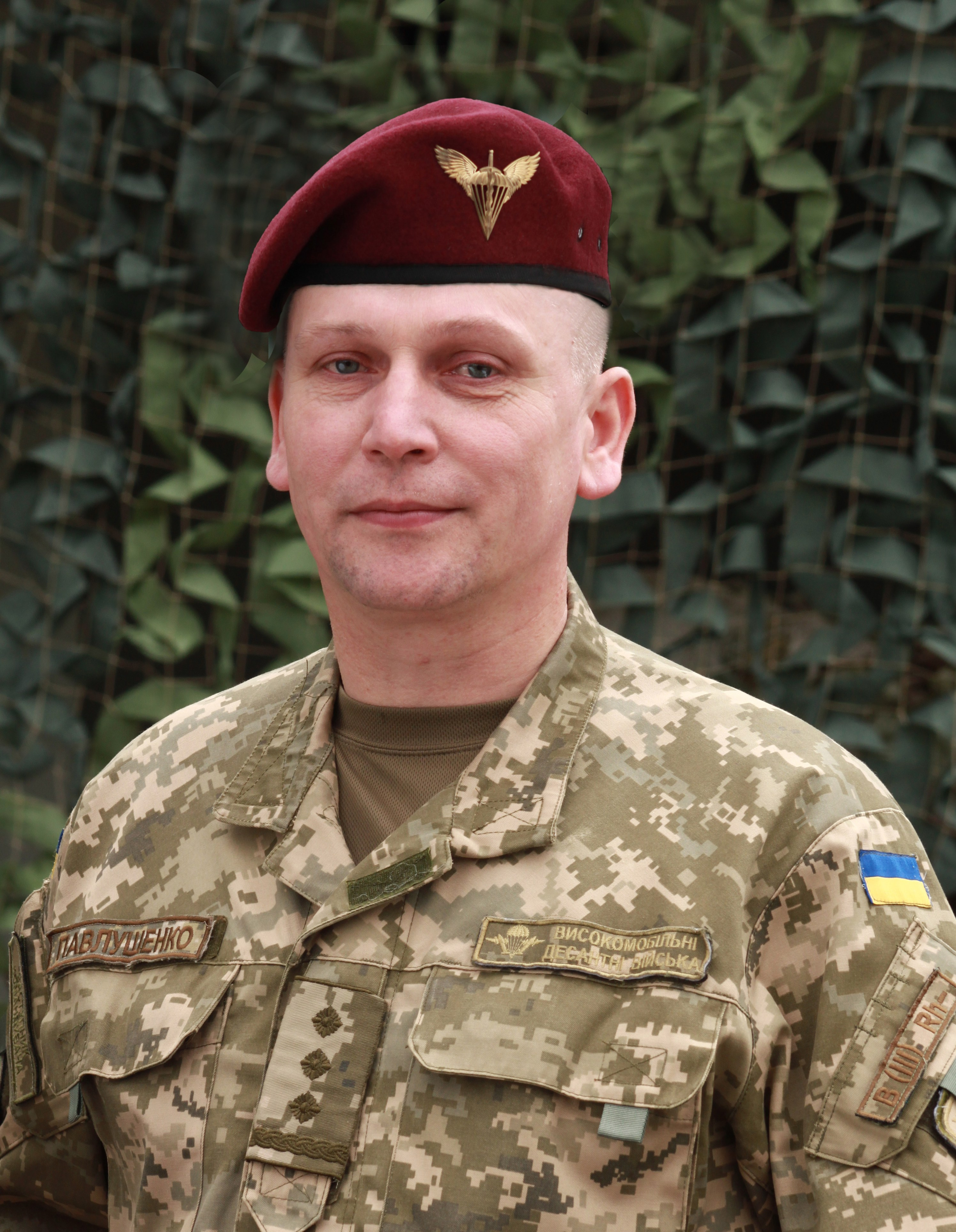

Станіслав Миколайович Павлушенко (2 жовтня 1971, с. Льговське, Кіровський район, Кримська область) — український військовик, полковник, начальники відділу по роботі з особовим складом десантних військ.

## Життєпис
У 1988 році закінчив Золотополянську середню школу. З 1989 по 1992 роки навчався в Ленінградському вищому військово-політичному училищі  протиповітряної оборони ім. Ю.В.Андропова.
У 2000 році закінчив з відзнакою Національну академію оборони України за спеціальністю «практична психологія», де здобув кваліфікацію офіцера військового управління оперативно-тактичного рівня.
Військову службу пройшов від посади методиста-організатора до  заступника командувача по роботі з особовим складом – начальник відділу по роботі з особовим складом Високомобільних десантних військ Збройних Сил України.
З 2014 року бере участь у складі сил та засобів, які залучаються та беруть участь в Антитерористичній операції на території Донецької та Луганської областей.

## Нагороди
- медаль «10 років Збройним Силам України»;
- медаль «15 років Збройним Силам України»;
- медаль «За сумлінну службу» ІІ і І ступенів;
- нагрудний знак «Знак пошани»;
- відзнака «За відданість воєнній розвідці» ІІІ ступеня.